# Xestia janualis
Xestia janualis är en fjärilsart som beskrevs av Augustus Radcliffe Grote. Xestia janualis ingår i släktet Xestia och familjen nattflyn. Inga underarter finns listade i Catalogue of Life.